# Piprites chloris
El piprites verde (Piprites chloris), también llamado bailarín verde (en Argentina y Paraguay, saltarín oliva (en Colombia), piprites alibandeado (en Ecuador), piprites de ala barrada (en Perú) o quejoso ala barreteada (en Venezuela) es una especie de ave paseriforme de la familia Tyrannidae, una de las tres pertenecientes al  género Piprites. Anteriormente era incluida en la familia Pipridae, pero actualmente, con base en estudios genéticos, se ha demostrado su inclusión dentro de la familia Tyrannidae. Es nativo de América del Sur.

## Distribución y hábitat
Se distribuye en una inmensa área del centro norte del continente que abarca la cuenca amazónica, el escudo guayanés y regiones montañosas del norte, incluyendo Colombia, Venezuela, Guyana, Surinam, Guayana Francesa, norte y oeste de Brasil, este de Ecuador, este de Perú y norte de Bolivia; y también en áreas del este y sureste de Brasil, este de Paraguay, y extremo noreste de Argentina.
Esta es considerada poco común y local en sus hábitats naturales: el estrato medio y el sub-dosel de selvas húmedas y de estribaciones montañosas, principalmente por debajo de los 1300 m de altitud.

## Descripción
Mide 12,5 a 13 cm de longitud. El dorso y la corona son de color verde oliva brillante. La nuca es gris. Las mejillas y la zona loreal pueden ser amarillas o grises, la frente y la garganta amarillas o verde oliva, el vientre amarillo oliváceo a gris claro blancuzco. Las alas con líneas y puntos blancos y negros, pueden presentar filetes amarillentos en coberteras y remeras internas.

## Sistemática

### Descripción original
La especie P. chloris fue descrita por primera vez por el naturalista neerlandés Coenraad Jacob Temminck en 1822 bajo el nombre científico Pipra chloris; su localidad tipo es: «Brasil, limitado posteriormente a Ipanema, São Paulo».

### Etimología
El nombre genérico femenino «Piprites» se compone de las palabras del griego «πιπρα pipra» o «πιπρω piprō»: pequeña ave mencionada por Aristóteles y otros autores pero nunca propiamente identificada, y asociada a los coloridos saltarines neotropicales del género Pipra, e «ιτης itēs»: ‘parecido’, ‘similar a’; significando «que parece un Pipra»; y el nombre de la especie «chloris» proviene del griego khlōris que significa ‘pinzón verde’ .

### Taxonomía
Es pariente próxima a Piprites griseiceps. La subespecie chlorion es bastante diferente, se diferencia de las otras por su manto, lados del pescuezo, collar trasero y alto de la garganta hasta el bajo vientre gris pálido y no amarillo/oliva y por el medio vientre blancuzco y no amarillo pálido; pero no se detectaron diferencias vocales, y la cola más corta supone sea aliada a la subespecie tschudii.

### Subespecies
Según las clasificaciones del Congreso Ornitológico Internacional (IOC)  y Clements Checklist/eBird v.2021 se reconocen siete subespecies, con su correspondiente distribución geográfica:
- Piprites chloris antioquiae Chapman, 1924 – Andes centrales de Colombia (Antioquia).
- Piprites chloris boliviana Chapman, 1924 – norte tropical de Bolivia y suroeste de la Amazonia brasileña.
- Piprites chloris chlorion (Cabanis), 1847 – sureste de Venezuela, las Guayanas y norte de Brasil.
- Piprites chloris chloris (Temminck), 1822 – sureste de Brasil (desde Espírito Santo) hasta el este de Paraguay y noreste de Argentina (Misiones)
- Piprites chloris grisescens Novaes, 1964 – norte de Brasil, este de Pará.
- Piprites chloris perijana Phelps & Phelps Jr, 1949 – Serranía del Perijá, en la frontera noreste de Colombia, noroeste de Venezuela, y Andes del oeste de Venezuela.
- Piprites chloris tschudii (Cabanis), 1874 – sureste de Colombia hasta el centro de Perú y noroeste de Brasil.